# Acalolepta vitalisi
Acalolepta vitalisi là một loài bọ cánh cứng trong họ Cerambycidae.